# One Time (Migos)
One Time è un singolo del gruppo musicale statunitense Migos pubblicato il 10 febbraio 2015.

## Tracce
1. One Time – 4:39